# The Menace From Earth
The Menace From Earth è una raccolta di racconti di fantascienza di Robert A. Heinlein, pubblicata per la prima volta nel 1959 dalla Gnome Press in un'edizione di 5 000 copie.

## Titoli
- L'anno del jackpot (The Year of the Jackpot, 1952), racconto lungo
- Un gran bel futuro (By His Bootstraps, 1941), romanzo breve
- Colombo era uno scemo (Columbus Was a Dope, 1947), racconto breve
- Minaccia dalla Terra (The Menace from Earth, 1957), racconto
- Accelerazione massima (Sky Lift, 1953), racconto breve
- Sfere di fiamma (Goldfish Bowl, 1942), racconto lungo
- Minaccia dalla Terra (Project Nightmare, 1953), racconto
- Il livello (Water Is for Washing, 1947), racconto breve

## Minaccia dalla Terra
Minaccia dalla Terra è una raccolta di tre racconti di fantascienza di Robert A. Heinlein tradotti in italiano da Enrico Cecchini, pubblicata nel 1967 nel volume n. 19 della collana Gamma.
Comprende il racconto lungo Soluzione insoddisfacente (Solution Unsatisfactory, 1941) e due delle opere incluse nell'antologia The Menace from Earth: 
- Minaccia dalla Terra (Project Nightmare)
- La congiuntura (The Year of the Jackpot).

Il volume contiene anche varie rubriche e articoli e il racconto breve PSI 427 di Alessandro Portelli.